# 大洞竹海风景名胜区

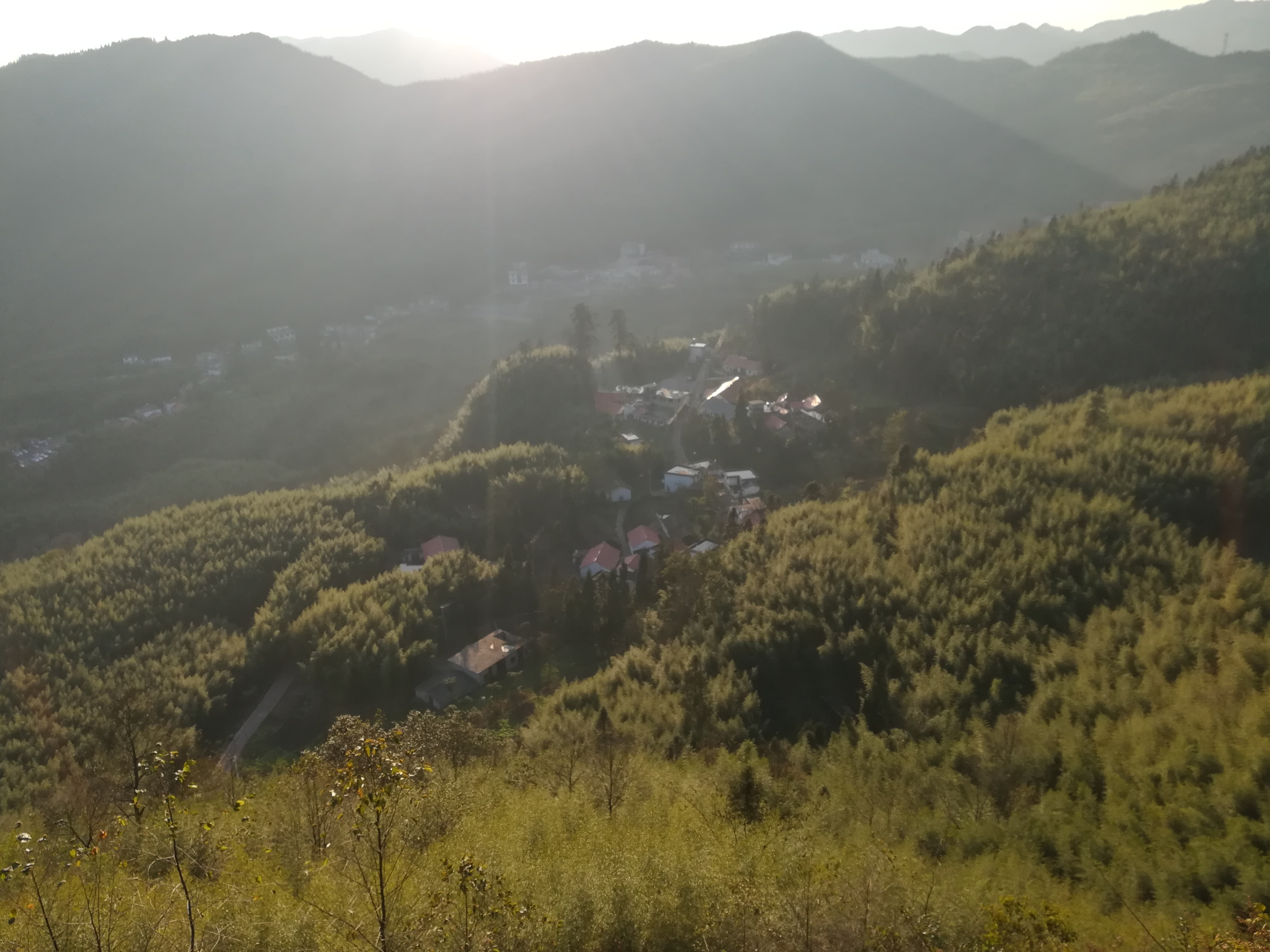
大洞竹海风景名胜区的竹海。

大洞竹海风景名胜区坐落在中华人民共和国贵州省六盘水市盘州市，主要分作大洞和竹海两大景点，其中竹海景区总面积44.2平方公里。

## 地理
大洞竹海风景名胜区属亚热带季风气候，海拔1500米至2133米，平均森林覆盖率达63.8%，核心区的森林覆盖率高达89.7%，冬无严寒，夏无酷暑，年平均气温仅15.5℃，最高气温为31.2℃，最低气温为11.2℃，最热月7月均温为20.2℃，最冷月1月均温为5.1℃，最热月与最冷月温差15℃，年均无霜期271天，日照时数1593小时，年均降水量1390毫米，雨热同季，5月10月的降雨量占全年降雨量的88%，适宜动植物的繁衍生长。局部时间会有春寒、冰雹、洪涝、秋绵雨等灾害性天气。

## 主要景点
- 观景台。海拔2018米的狗跳岩观景台是景区最高点。
- 竹园溪。玻璃栈道桥，栈道宽4米、长40米，当地称之为思过桥。大洞竹海观光溜索全长348米，分上下两站。上站在狗调岩，下站在青云直上梯。
- 竹海寺。有“儒教”“道教”“佛教”三教并存。
- 盘县大洞。世界著名的旧石器时代文化遗址，洞内出土了大量的哺乳动物化石，其中10%的石片、石核具有修理台面技术（勒瓦娄哇技术），第一次否定了勒瓦娄哇技术属西方所独有。
- 木栈道。木栈道，宽2米，长度660米，共有108道台阶。